# SuperHeavy
SuperHeavy es un supergrupo de rock formado por Mick Jagger, Dave Stewart, Joss Stone, Damian Marley, y A. R. Rahman. Stone y Stewart habían colaborado en el pasado con Jagger. La formación del grupo fue anunciada el 20 de mayo de 2011. Jagger dijo de la banda, "Queríamos una convergencia de diferentes estilos musicales... Siempre estábamos mezclando estilos, sin embargo eran por separado". Jagger quería que SuperHeavy mostrara diferentes géneros musicales, con música que va desde el reggae, pasando por la balada y hasta la música india.

## Integrantes
- Mick Jagger
- Damian Marley
- A. R. Rahman
- Dave Stewart
- Joss Stone
- Ann Marie Calhoun
- Shiah Coore
- Courtney Diedrick

## Discografía
Álbum
- SuperHeavy (2011)

Sencillos
- Miracle Worker (2011)
- Satyameva Jayathe (2011)